# Carlo Perinello
Carlo Perinello (ur. 13 lutego 1877 w Trieście, zm. 5 stycznia 1942 w Rzymie) – włoski kompozytor.
Pobierał nauki w Trieście oraz u Salomona Jadassohna w Lipsku. W latach 1904–1914 był wykładowcą w konserwatorium w rodzinnym mieście. Od 1917 do 1919 wykładał w Mediolanie. Tworzył muzykę orkiestrową (m.in. poematy symfoniczne), kameralną oraz fortepianową. Skomponował operę Rosamunda.